# Ogoudou
Ogoudou – miasto w Wybrzeżu Kości Słoniowej, w dystrykcie Gôh-Djiboua, w regionie Lôh-Djiboua, w departamencie Divo.